# 九龍山 (首爾特別市)
九龍山（韩语：／ Guryongsan），位於南韓首爾特別市瑞草區廉谷洞、內谷洞及江南區開浦洞，海拔337公尺。九龍山與冠岳山、清溪山、牛眠山相連。在九龍二峰的國守峰展望臺，可以看到首爾全境以及京畿道漢江的上下游。

## 地名由來
相傳有一位孕婦，路過此地時看到十龍昇天，並驚訝地大聲尖叫，一條龍因此墜亡，只有九條龍昇天。而九龍昇天時所留下的痕跡，即被稱為九龍山
。相傳那條未昇天的龍墜亡之處化為水，成為良才川。事實上，若仔細觀察九龍山，便可發現它是由九個山谷組成。

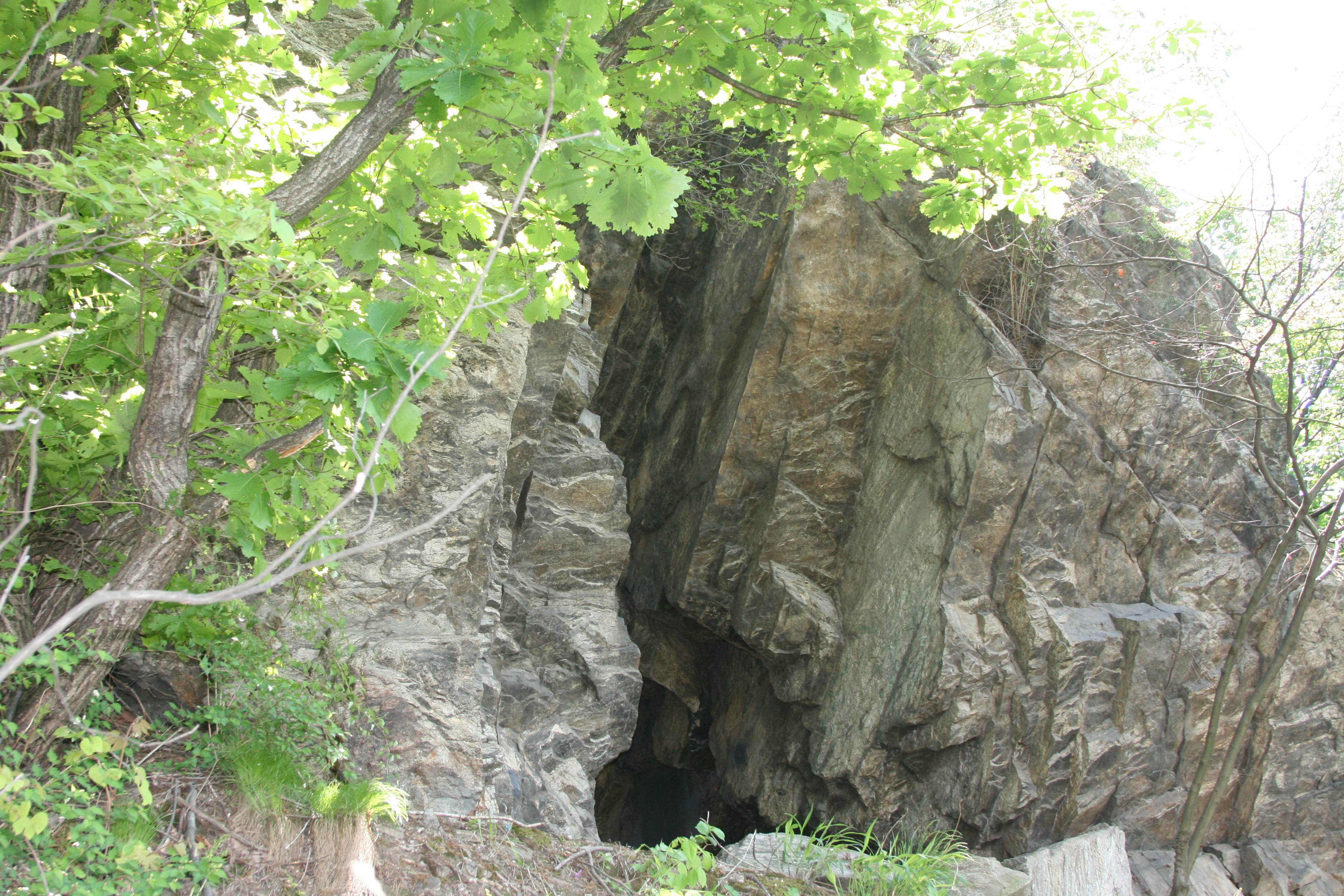
九龍山國守房

略低於九龍主峰的二峰稱為國守峰（韩语：／）。在朝鮮王朝時期，最高點曾設有烽火臺以保護國家。這裡有國守房岩窟，相傳烽燧軍曾居住於此，國守峰因此得名。《輿地圖書》〈光州牧〉記載：「此處距官衙以南三十里，烽燧台已設於此。」

## 地理

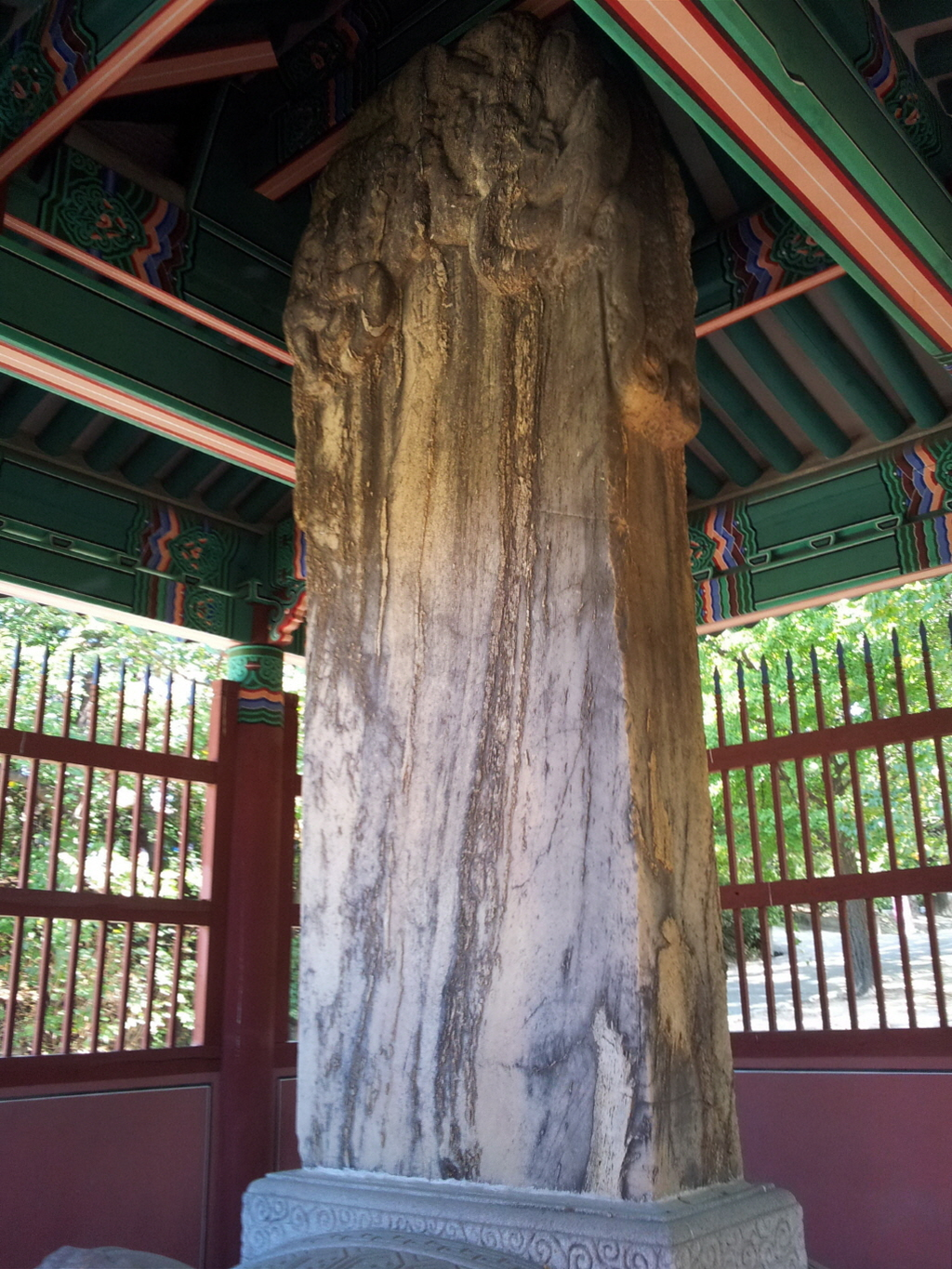
世宗大王神道碑

世宗大王最初被葬於內谷洞古龍山憲陵。1469年（睿宗元年），世宗大王遷葬驪州英陵。而現在，韓國國家情報院正坐落於這處世宗的初葬地，因為此處是“雷達抓不到的地方”，對於國安單位而言，很難得可以在首爾找尋到這樣的地方。
此外，由於交通便利且高度合適，九龍山自朝鮮日治時期便開始進行了現代氣象觀測。1925年的乙丑年大洪水期間，九龍山的水位為12.74公尺。2014年9月，九龍山山岳氣象觀測所建於九龍山登山步道，用於觀測山區天氣。能仁禪院及雌龍寺皆位於九龍山腳處。2015年9月13日，世界最大的藥師如來坐像安座於能仁禪院，並將此像命名為“首爾藥師大佛”。

## 植被
九龍山遍布著樹皮剝落如紙的水樺林。此外，還有蒙古櫟、剛松、刺槐等植被。

## 岩石

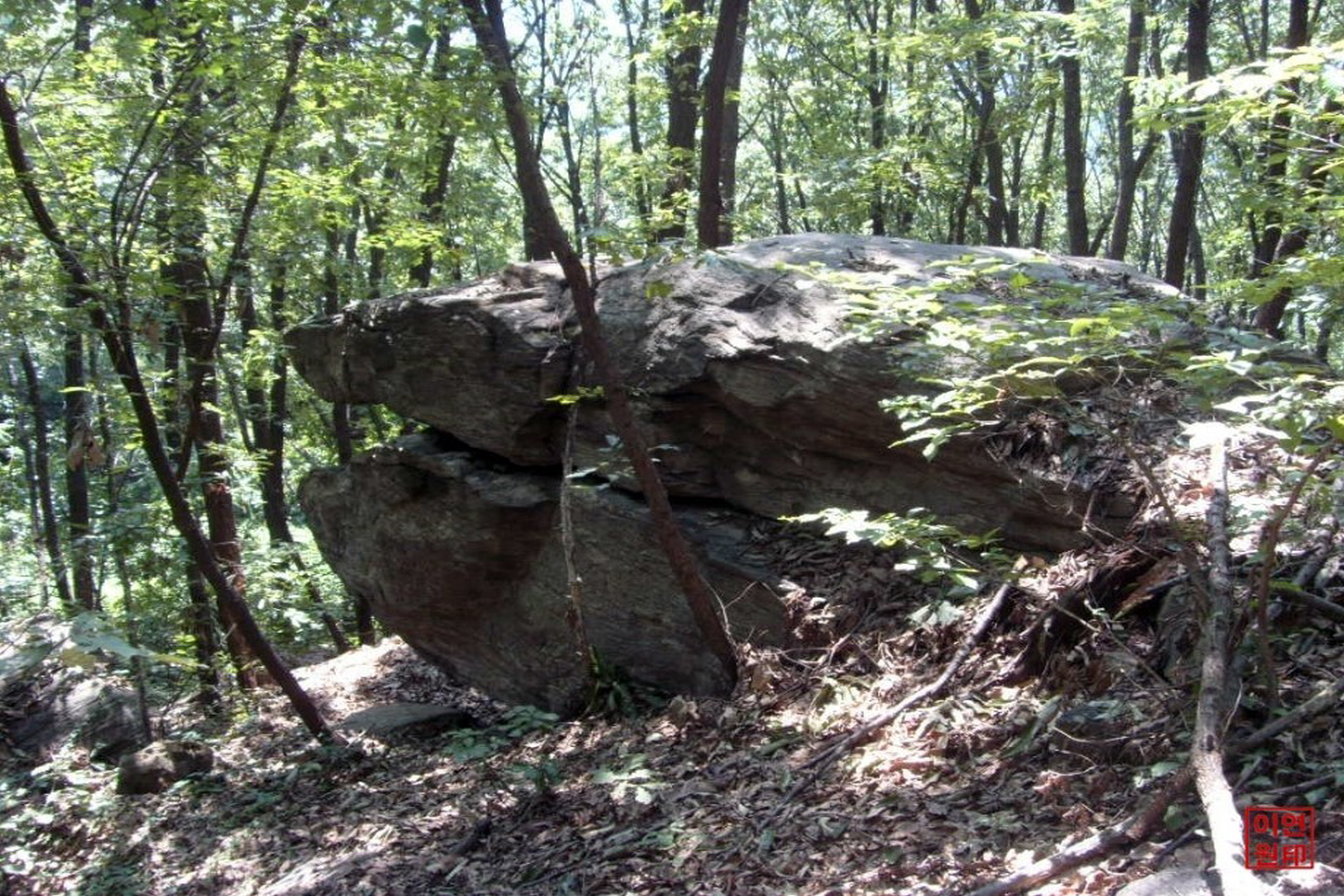
壯士岩

- 御史帽岩[20]：位於九龍山瑞草區廉谷洞“山25-1番地”登山路道的一塊岩石。因為外型與在古代通過高等考試才能戴的御史帽像似而得名。
- 壯士岩[20]：位於九龍山腰的兩塊岩石，寬約7公尺、長約4公尺、厚約2公尺。它的名字是因為一個商人在它上面放了一塊石頭。相傳這是一位壯士將這兩塊岩石疊放於此而得名。

## 礦泉

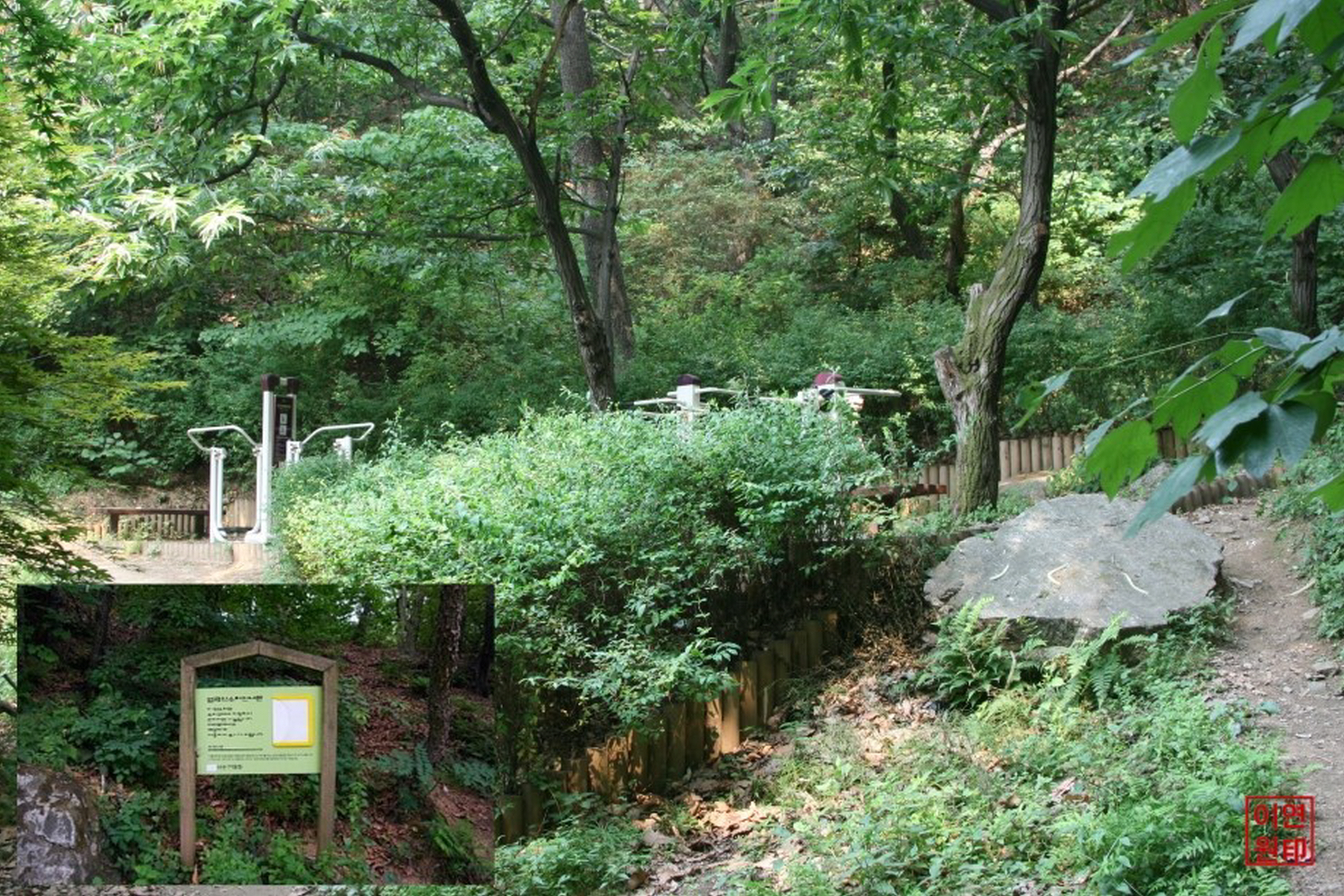
大龍藥水
- 濕地園藥水
- 九龍川1號藥水
- 九龍川2號藥水
- 海岩藥水[21]
- 九龍山藥水[22]
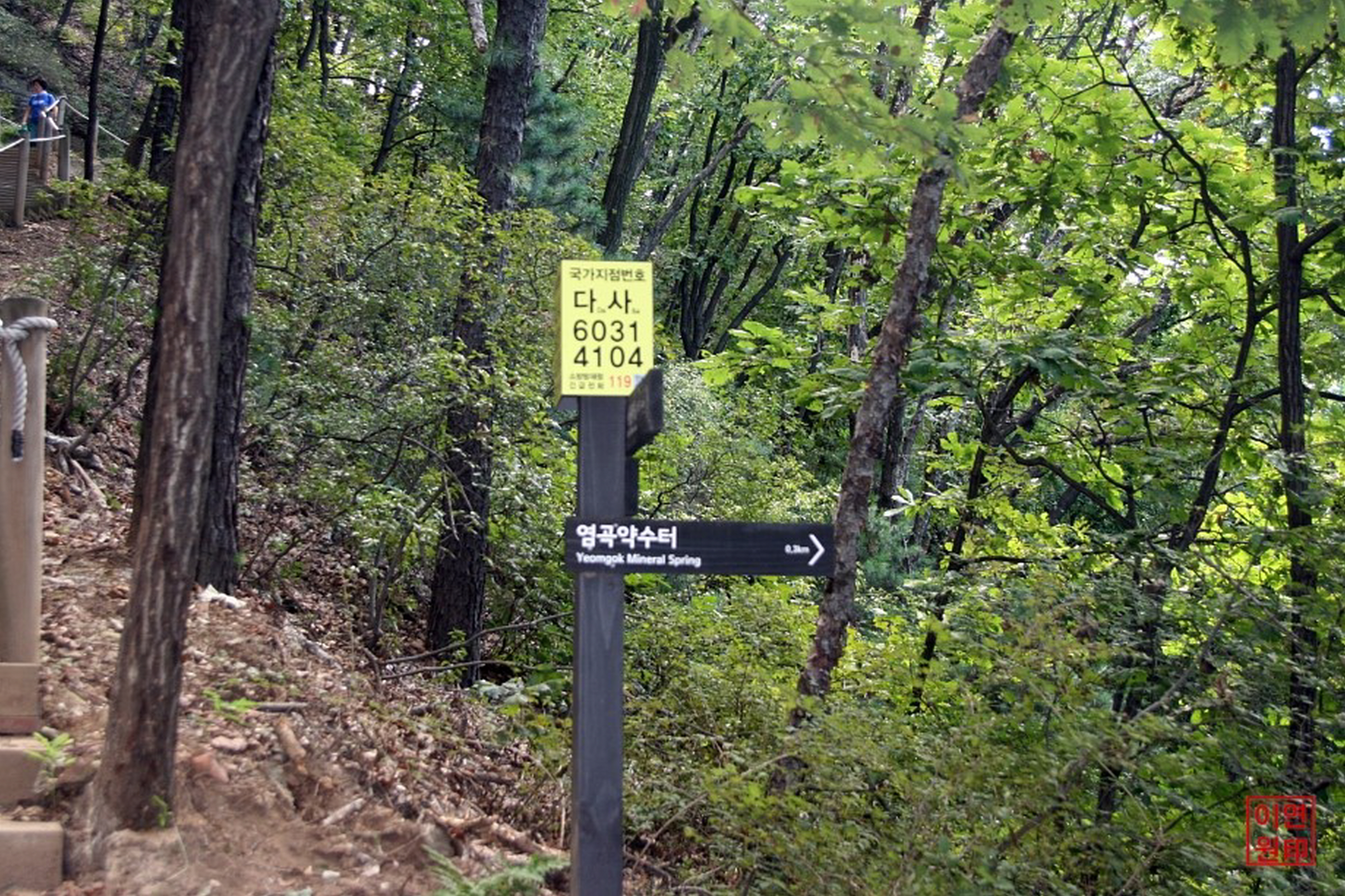
廉谷藥水
- 學校泉水（首爾彦南初等學校）
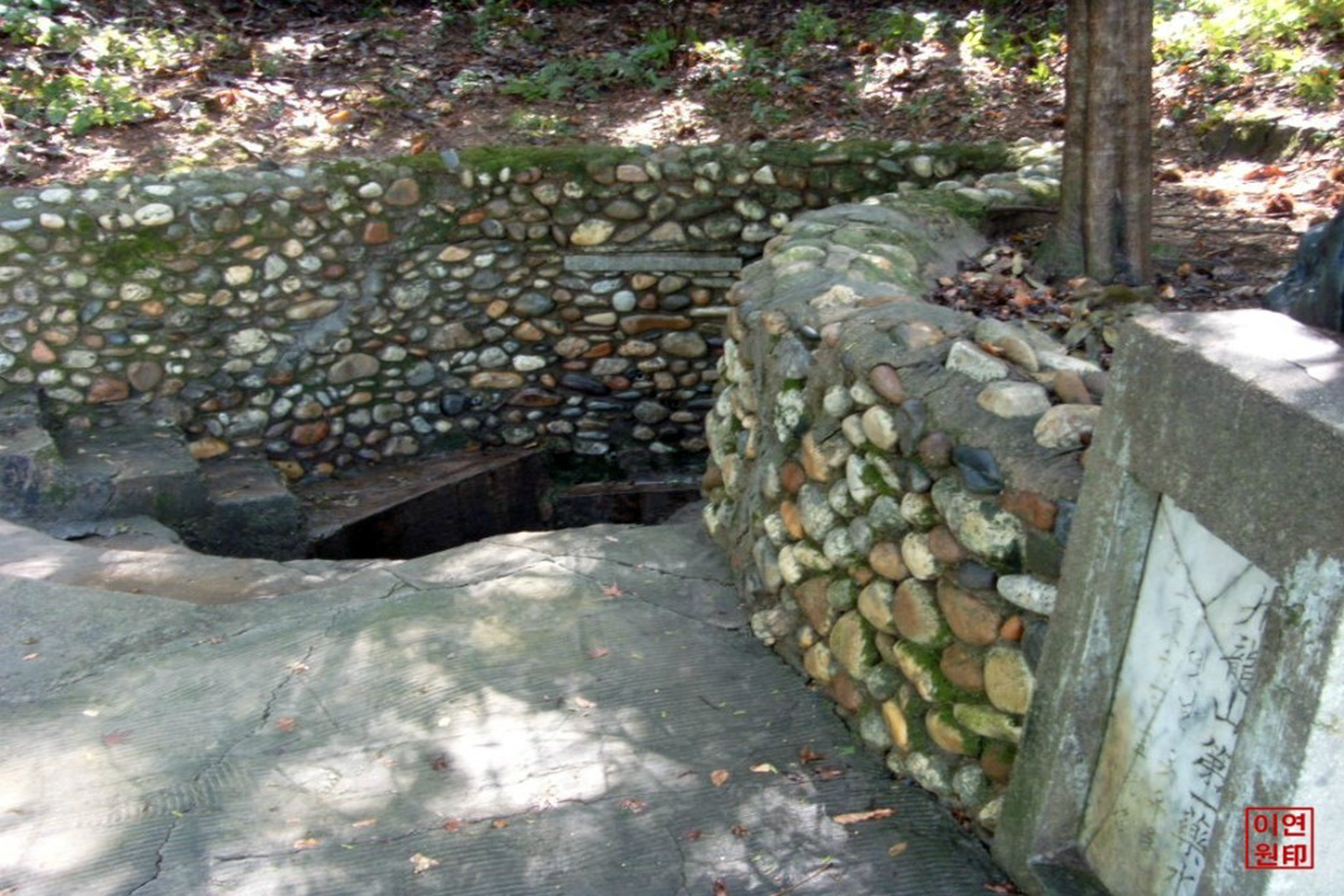
礦泉水漆井（九龍山第一藥水）
- 壯士岩地區源泉
- 內谷洞室外藥水

備註：此處所稱之“藥水”指礦泉。
- 廉谷藥水
- 廉谷藥水路標
- 九龍山第一藥水

## 圖片

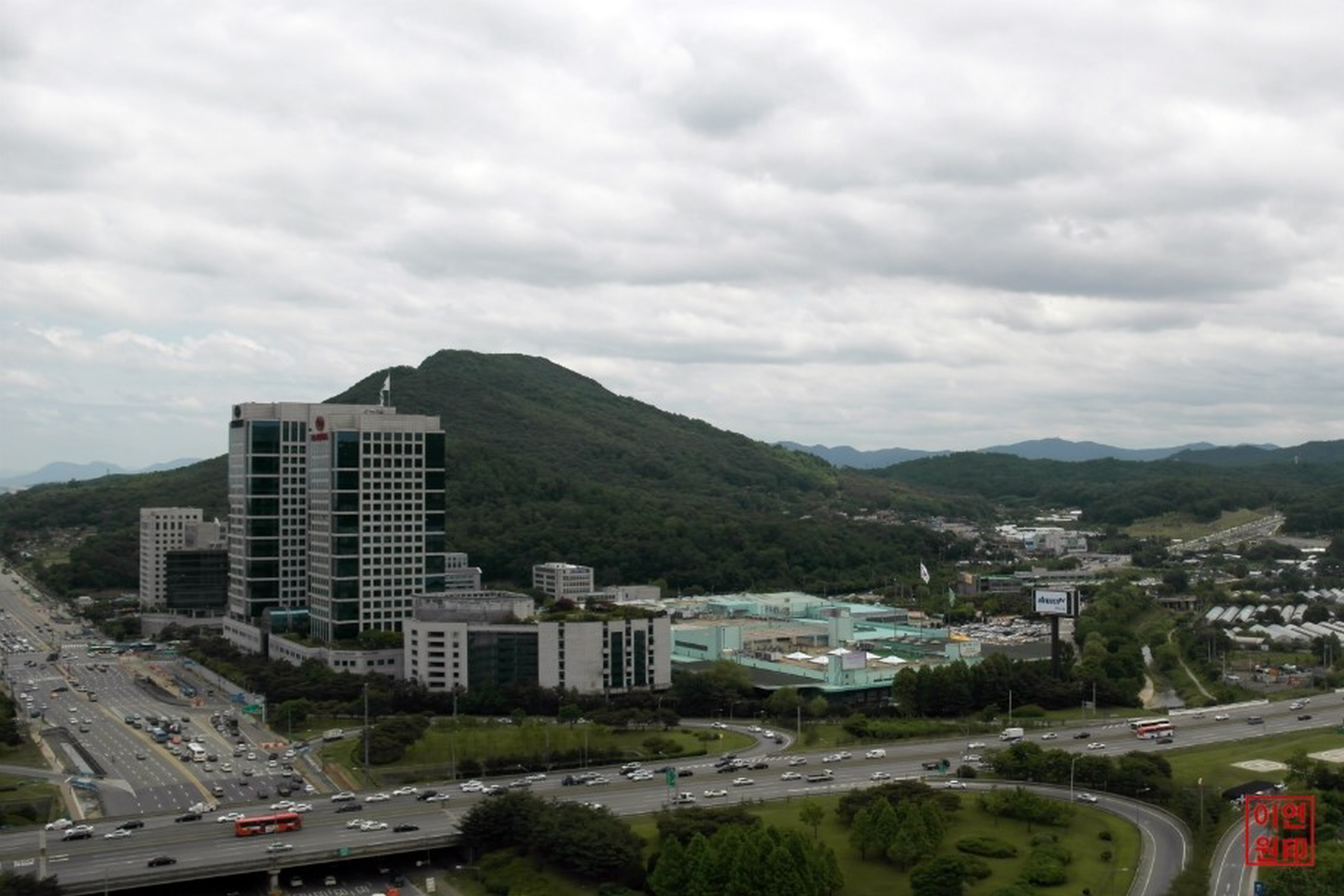
從廉谷路口側眺望九龍山
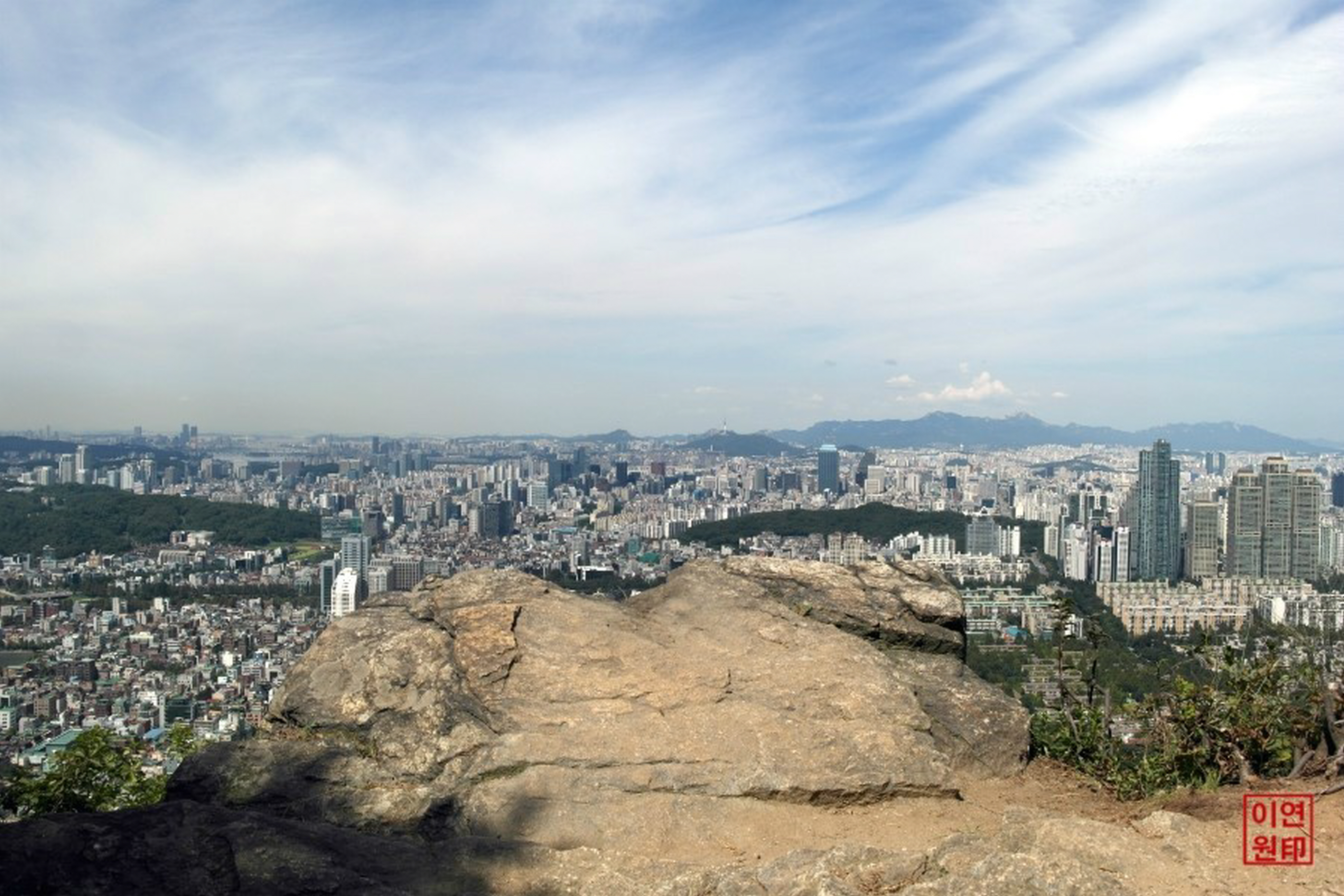
國守峰展望臺
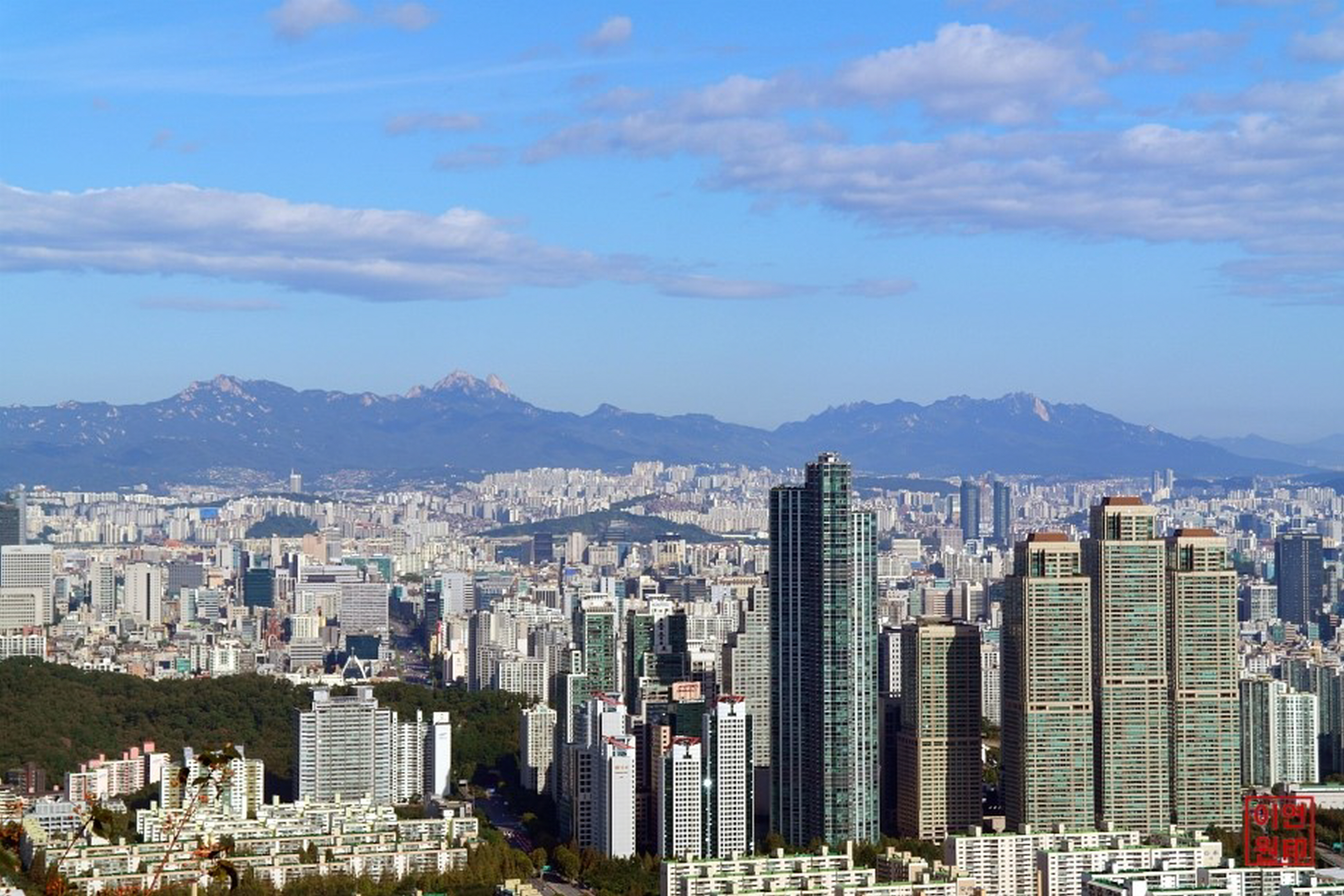
從國守峰展望臺眺望首爾
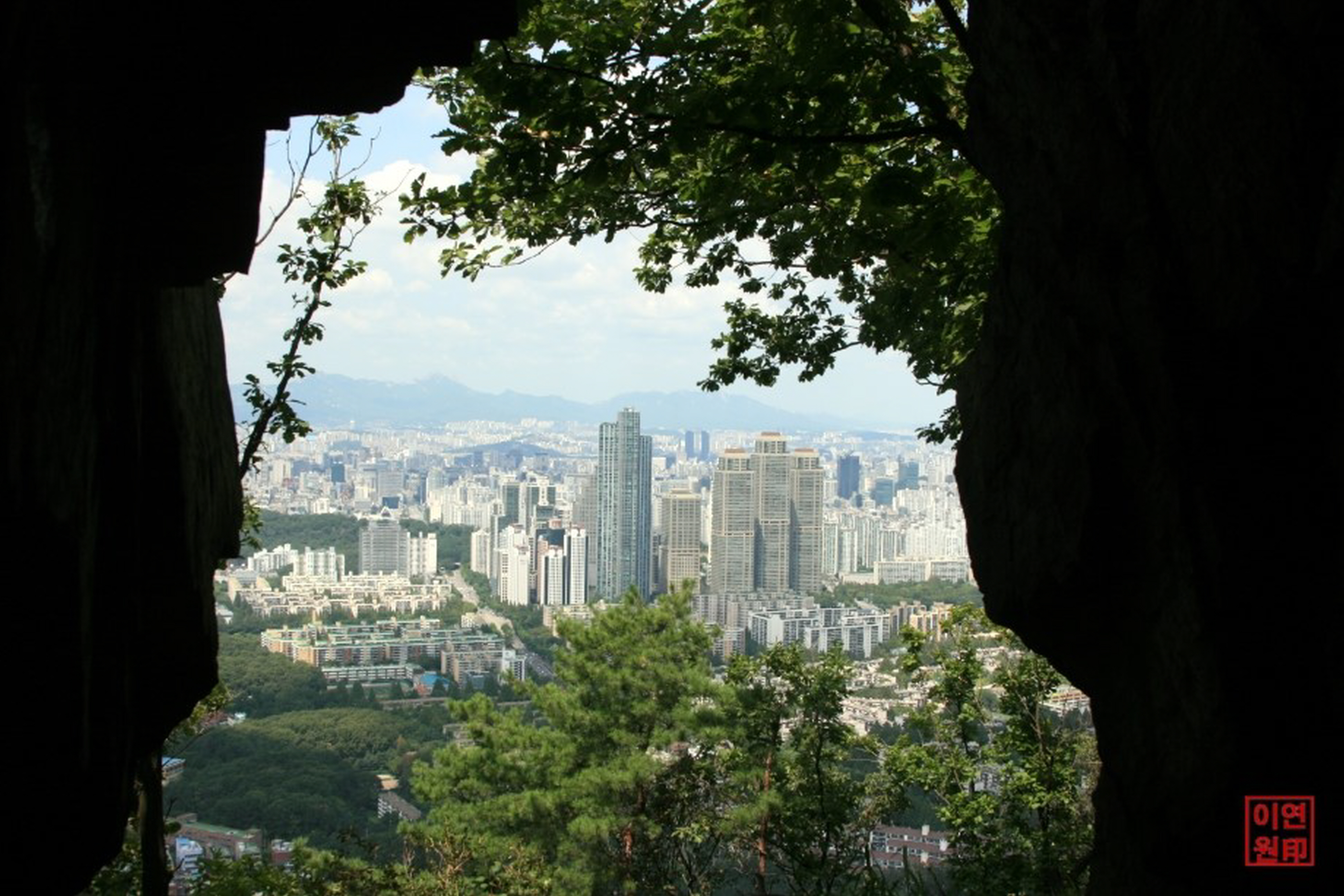
從國守房內眺望首爾
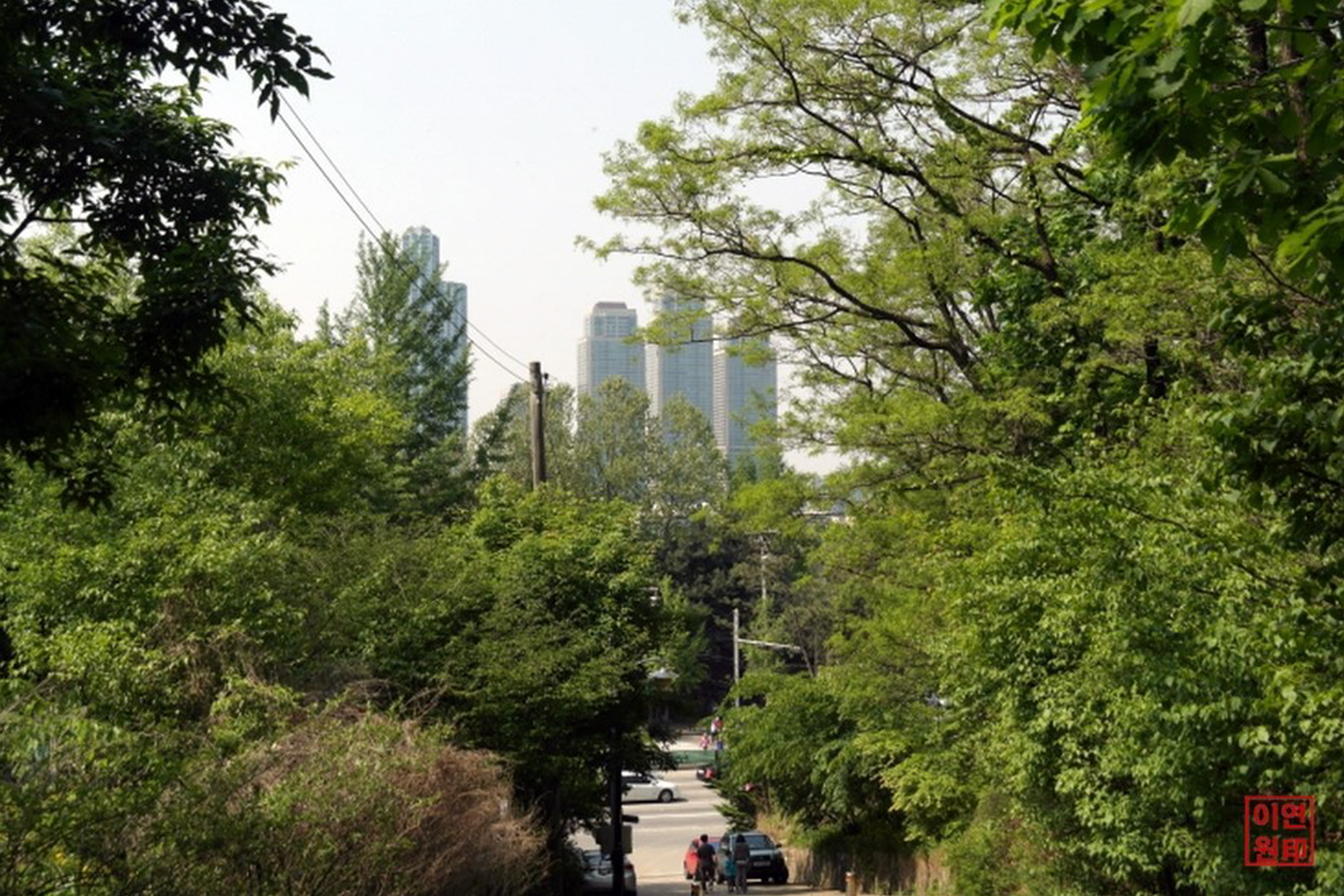
九龍隧道口登山道
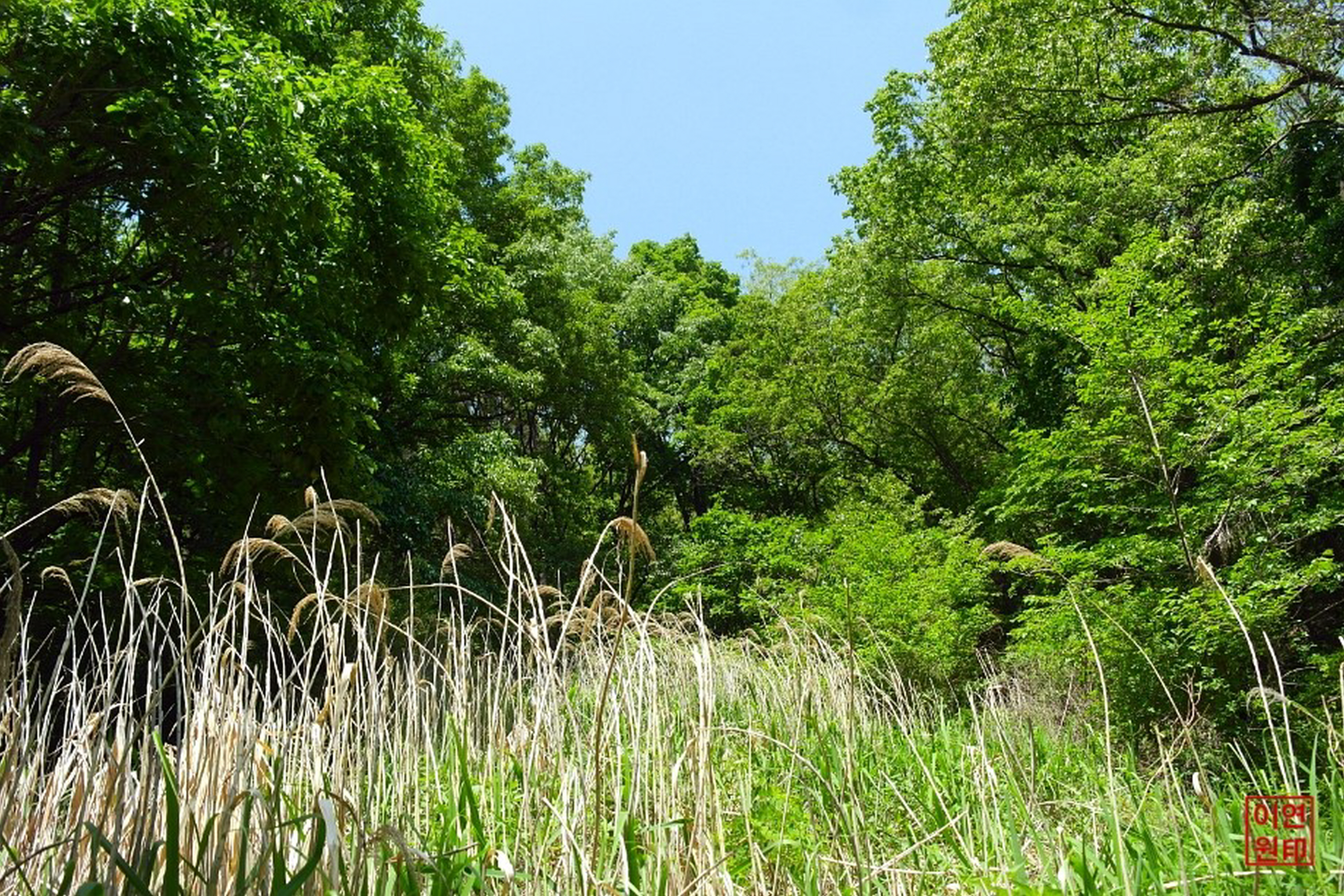
壯士岩地區自然濕地
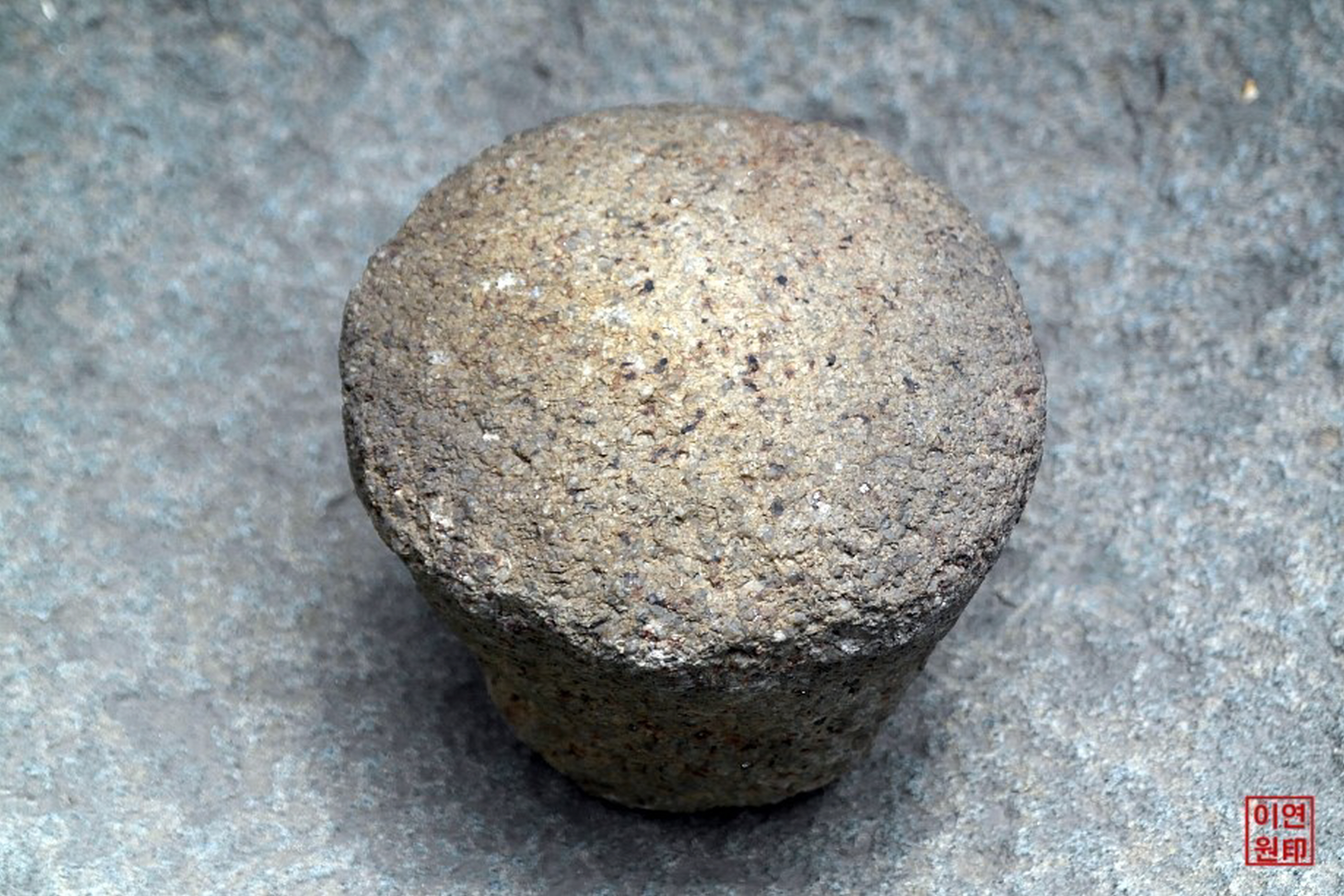
世宗大王初葬地石物